# Thalassa: una teoria della genitalità
Thalassa. Saggio sulla teoria della genitalità (anche tradotto come Thalassa: una teoria della genitalità) è un saggio dello psichiatra e psicanalista ungherese Sándor Ferenczi.

## Struttura dell'opera
L'opera è formata da tre parti: "Parte ontogenetica", "Parte filogenetica" e "Appendice".

### Parte ontogenetica
Nella prima parte ontogenetica Ferenczi scrive:

## Temi
Il libro affronta le varie inibizioni psichiche alla sessualità, tra cui le eiaculazioni precoci e le eiaculazioni ritardate le quali non si osservano mai isolatamente perché il canale escretore dello sperma è lo stesso dell'urina, e le regole imposte dalla civiltà all'attività escretoria per nasconderla si proiettano sul coito, nel movimento va e vieni della frizione secondo il quale la penetrazione corrisponderebbe alla tendenza eiaculatrice, mentre il movimento contrario a una inibizione.
Sulla base delle tesi di Abraham, che riconduce l'eiaculazione precoce ad un legame troppo stretto tra genitalità ed erotismo uretrale, trattando lo sperma con la stessa disinvoltura dell'urina, Ferenczi integra altri casi in cui questi uomini si dimostrano eccessivamente economi del proprio sperma perché identificano il processo del coito con la defecazione, quindi la vagina diventa il gabinetto, mentre lo sperma il contenuto intestinale.
Egli cerca dunque di connettere biologia e psicologia nell'ambito della sessualità, ponendo attenzione sulla nascita psicologica del bambino e della bambina, in particolare alla relazione con la madre, inaugurando un filone di ricerca che attualmente, con l'infant research, è stato messo molto in risalto.

## Edizioni
- Sándor Ferenczi, Thalassa. Saggio sulla teoria della genitalità, Cortina Raffaello, 1993,  p. 172, ISBN 88-7078-254-9.